# 東習志野・実籾地域バス
東習志野・実籾地域バス（ひがしならしの・みもみちいきバス）は、千葉県習志野市の東習志野・実籾地域で運行されるコミュニティバスの正式名称。愛称はナラシド♪バス（ナラシドバス）。京成タクシーセントラル習志野営業所（旧社名：京成タクシー習志野株式会社←習志野タクシー株式会社）が事業主体となり、習志野市が運行経費の一部を補助している。
愛称は、習志野市のご当地キャラクター「ナラシド♪」に由来する。愛称は公募により決定された。「ナラシド♪」は市制施行60周年を記念して制定されたキャラクターで、谷津干潟に住む緑色の鳥という設定である。

## 概要
2013年11月5日より「東習志野・実籾地域バス」として実証運行を開始し、習志野タクシー（当時。京成タクシー習志野を経て現在の京成タクシーセントラル習志野営業所）へ運行を委託した。実証運行時から有償運行であった（運賃は本格運行移行時と同額）。それまでタクシー専業事業者であった同社としては初となるコミュニティバス運行で、このために乗合バス（一般乗合旅客自動車運送事業）の免許を取得している。
実証運行の結果、2015年10月28日に開催された 第9回習志野市地域公共交通で「条件付きで本格運行への移行が望ましい」との意見が示されたことから、翌2016年1月から平日運行のみに変更され、土休日は運休となった。
2016年度（同年4月1日）より本格運行へ移行。習志野タクシー（2018年3月5日付で京成タクシー習志野へ商号変更、2025年3月1日付で京成タクシーセントラル習志野営業所に組織変更）が運行主体となった。

### 習志野市コミュニティバスの運行形態
なお、習志野市では「東習志野・実籾地域バス」に先立ち「習志野市ハッピーバス」が運行開始され（京成バス新都心営業所が事業主体として運行）、2種類のコミュニティバスが運行されている。
習志野市におけるコミュニティバスの運行形態は、実証運行時は市が運行主体となって運行を開始するが、本格運行へ移行後は交通事業者（バス事業者・タクシー事業者）が運行主体となり、市としては収支状況に応じて運行補助は行うものの「更なる利用者増加や運賃以外の収入促進などに取り組み、市が補助することなくコミュニティバスの運営が成り立つよう努める」ものとしている。つまりあくまで運行主体は交通事業者であり、他の自治体の多くのコミュニティバスが採用する、自治体が運行主体となり交通事業者へ運行委託するという形態とは異なる。

## 沿革
- 2013年（平成25年）11月5日 - 「東習志野・実籾地域バス」の実証運行を開始[7][8]。習志野タクシー株式会社へ運行を委託[7][8]。
- 2015年（平成27年）10月28日 - 第9回習志野市地域公共交通で、条件付きで本格運行への移行が望ましいとの意見が示される[9]。
- 2016年（平成28年）
  - 1月 - 前年10月の第9回習志野市地域公共交通での意見を受け、平日運行のみに変更[9]。
  - 4月1日 - 「東習志野・実籾地域バス」を本格運行へ移行[7][8][9]。習志野タクシーが運行主体となる[2][9]。
- 2018年（平成30年）
  - 3月5日 - 習志野タクシー株式会社が京成タクシー習志野株式会社へ商号変更[12]、運行主体事業者の名称が京成タクシー習志野となる。
  - 3月 - 同月1日から31日にかけてバスの愛称を公募、342通の応募から「ナラシド♪バス」に決定[3][6]。
- 2025年（令和7年）3月1日 - 京成タクシー習志野株式会社が京成タクシーセントラル株式会社に統合され同社習志野営業所に再編されたことに伴い、運行主体事業者の名称が京成タクシーセントラルとなる。

## 運行内容
2022年8月現在の運行内容は以下のとおり。
- 運行日：平日（土日祝日は運休）[7]
- 運行時間：午前6時台 - 午後7時台[7]
- 運賃：大人200円、小人100円。支払いは現金のみ[7]。
- 各種障害者手帳（身体障害者手帳・療育手帳・精神障害者保健福祉手帳）提示により、本人と介助者1名が運賃半額となる[7]。
- 乗継割引があり、実籾駅で両ルートを乗り継ぐ場合、乗務員に申告して乗継券を受けることで無料乗り継ぎができる[7]。

## 路線
2022年9月現在、以下の2路線が運行されている。八千代台駅 - 東習志野地区 - 実籾駅を結び、八千代台駅 - 実籾駅 - ほたる野商店街までのバス停留所は共通で、その先が2路線に分岐する。
実籾駅前の商店街「実籾ほたる野商店街」から老人福祉施設「習志野偕生園」へ向かう「偕生園ルート」、実籾ほたる野商店街からJA千葉みらいの農産物直売所「しょいか〜ご」習志野店へ向かう「しょいか〜ごルート」の2路線に分かれる。

### 偕生園ルート
- 八千代台駅 - 東習志野八丁目中央 - 実花緑地 - 東習志野五丁目中央 - 第四中学校 - 東習志野図書館 - 千葉銀行前[注釈 1] - 実籾駅 - ほたる野商店街 - 日大実籾 - 偕生園[9]
  - 一日18便（9往復）運行[7]。
  - 「日大実籾」停留所で京成バスの一般路線バスに乗り継ぎ、千葉県済生会習志野病院へ行くことができる[9]。

### しょいか〜ごルート
- 八千代台駅 - 東習志野八丁目中央 - 実花緑地 - 東習志野五丁目中央 - 第四中学校 - 東習志野図書館 - 千葉銀行前 - 実籾駅 - ほたる野商店街 - 信徳寺入口 - しょいか〜ご[9]
  - 一日20便（10往復）運行[7]。

### 車両
車両はトヨタ・ハイエースを使用する。専用車両は白地に「ナラシド♪」のイラストが大きく描かれている。